# Кордоба (Аргентина)
Кордоба (шп. Córdoba) је са 1,5 милиона становника други највећи град Аргентине. Налази се нешто северније од географског средишта земље у провинцији Кордоба. Кордоба је индустријски, транспортни, услужни и културни центар свога ширег региона.
Град се налази између планина Сијера де Кордоба (Sierras de Córdoba) на западу и равнице на размеђи Пампе и Чака на истоку. То је један од пољопривредно најпродуктивнијих делова земље.

## Историја
Кордобу је основао Шпанац Херонимо Луис де Кабрера 6. јула 1573. Пуно име града је „Кордоба де ла Нуева Андалусија“ (Córdoba de la Nueva Andalucía, Кордоба Нове Андалузије), јер је име добила по андалузијском граду Кордоба. Због великог броја универзитета и школских институција град се популарно зове „учена“ (La Docta), или „Град звона“ (ciudad de las campanas) због великог броја цркава.
Кордоба је седиште најстаријег универзитета у Аргентини, основаног 1613. (Universidad Nacional de Córdoba). Кордоба је значајно туристичко место познато по својој колонијалној архитектури. Језуитски блок (Manzana Jesuítica) у Кордоби, УНЕСКО је 2000. прогласио за део Светске баштине. Овај блок обухвата грађевине из 17. века (стара зграда универзитета, језуитска црква, школа Монсерат).
После Другог светског рата Кордоба је постала центар аргентинске индустрије авиона. Авиони се данас производе у фабрици ФАМ (Fábrica Militar de Aviones).

## Географија

### Клима
| Клима (Кордоба)             | Клима (Кордоба) | Клима (Кордоба) | Клима (Кордоба) | Клима (Кордоба) | Клима (Кордоба) | Клима (Кордоба) | Клима (Кордоба) | Клима (Кордоба) | Клима (Кордоба) | Клима (Кордоба) | Клима (Кордоба) | Клима (Кордоба) | Клима (Кордоба) |
| Показатељ \ Месец           | .Јан.           | .Феб.           | .Мар.           | .Апр.           | .Мај.           | .Јун.           | .Јул.           | .Авг.           | .Сеп.           | .Окт.           | .Нов.           | .Дец.           | .Год.           |
| --------------------------- | --------------- | --------------- | --------------- | --------------- | --------------- | --------------- | --------------- | --------------- | --------------- | --------------- | --------------- | --------------- | --------------- |
| Апсолутни максимум, °C (°F) | 40,8 (105,4)    | 40,0 (104)      | 38,2 (100,8)    | 35,6 (96,1)     | 37,0 (98,6)     | 33,8 (92,8)     | 33,5 (92,3)     | 37,4 (99,3)     | 39,8 (103,6)    | 41,0 (105,8)    | 40,8 (105,4)    | 42,4 (108,3)    | 42,4 (108,3)    |
| Средњи максимум, °C (°F)    | 31,1 (88)       | 30,1 (86,2)     | 27,6 (81,7)     | 24,9 (76,8)     | 22,0 (71,6)     | 18,5 (65,3)     | 18,6 (65,5)     | 21,0 (69,8)     | 23,3 (73,9)     | 26,1 (79)       | 28,4 (83,1)     | 30,3 (86,5)     | 25,2 (77,4)     |
| Просек, °C (°F)             | 24,1 (75,4)     | 23,1 (73,6)     | 20,9 (69,6)     | 17,9 (64,2)     | 14,9 (58,8)     | 11,3 (52,3)     | 11,3 (52,3)     | 13,2 (55,8)     | 15,6 (60,1)     | 18,9 (66)       | 21,3 (70,3)     | 23,2 (73,8)     | 18,0 (64,4)     |
| Средњи минимум, °C (°F)     | 18,1 (64,6)     | 17,4 (63,3)     | 15,6 (60,1)     | 12,3 (54,1)     | 9,3 (48,7)      | 5,7 (42,3)      | 5,5 (41,9)      | 6,7 (44,1)      | 9,1 (48,4)      | 12,6 (54,7)     | 15,2 (59,4)     | 17,3 (63,1)     | 12,1 (53,8)     |
| Апсолутни минимум, °C (°F)  | 5,7 (42,3)      | 4,4 (39,9)      | 1,0 (33,8)      | −1,8 (28,8)     | −5,8 (21,6)     | −8,0 (17,6)     | −8,2 (17,2)     | −6,2 (20,8)     | −4,6 (23,7)     | 0,4 (32,7)      | 2,0 (35,6)      | 1,7 (35,1)      | −8,2 (17,2)     |
| Количина падавина, mm (in)  | 121,7 (47,91)   | 99,8 (39,29)    | 110,3 (43,43)   | 52,2 (20,55)    | 18,9 (7,44)     | 11,4 (4,49)     | 12,8 (5,04)     | 9,7 (3,82)      | 33,8 (13,31)    | 66,4 (26,14)    | 96,6 (38,03)    | 136,9 (53,9)    | 770,5 (303,35)  |
| [ тражи се извор ]          |                 |                 |                 |                 |                 |                 |                 |                 |                 |                 |                 |                 |                 |

## Становништво
Према процени, у граду је 2005. живело 1.318.992 становника.
| 1980.   | 1991.     | 2001.     |
| ------- | --------- | --------- |
| 970.570 | 1.157.507 | 1.267.521 |